# Lotte Hellinga

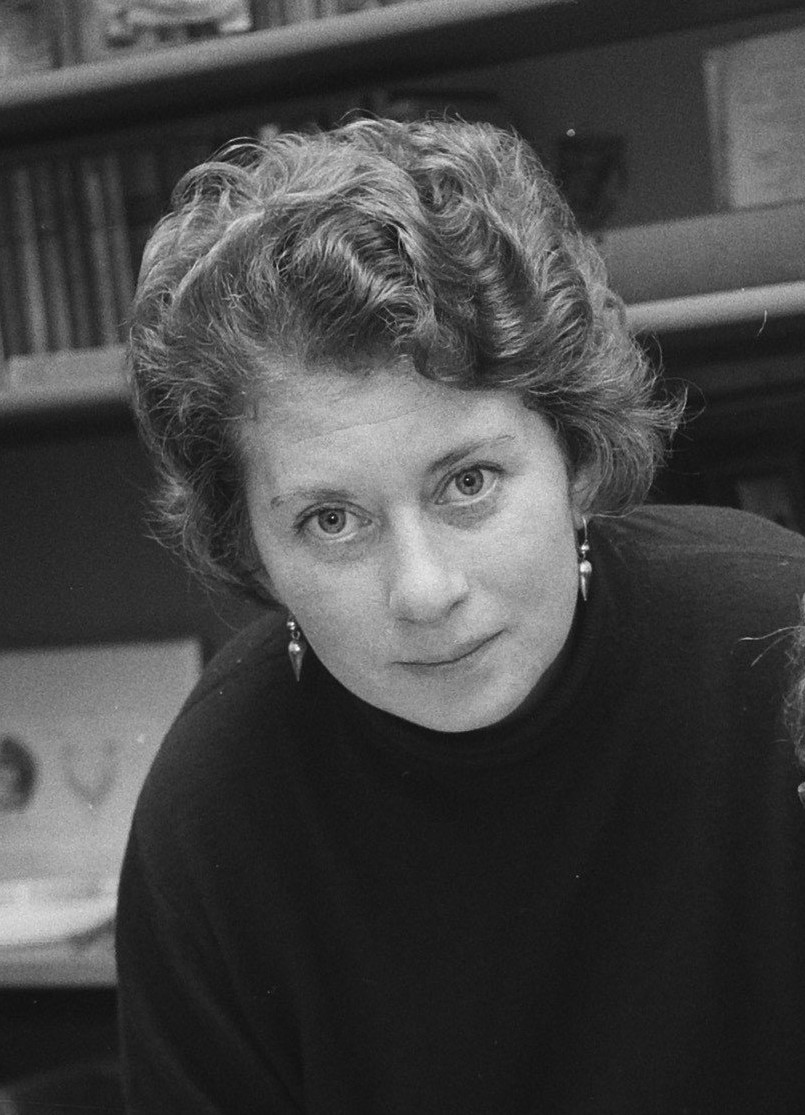
Lotte Hellinga (1966)

Lotte Hellinga, auch Hellinga-Querido, FBA (geb. 1932 in Amsterdam) ist eine niederländische Buchhistorikerin.

## Biographie
Lotte Querido entstammt einer jüdisch-sephardischen Familie portugiesischen Ursprungs; ihr Großvater war der Verleger Emanuel Querido. Ihre Großeltern wurden 1943 im Vernichtungslager Sobibor ermordet; auch weitere Familienangehörige wie etwa der geistig behinderte Sohn ihres Großonkels Israël Querido, Arie, wurden Opfer des Holocaust (er wurde 1943 aus dem psychiatrischen Krankenhaus Het Apeldoornsche Bosch nach Auschwitz deportiert.)
Sie studierte an der Universität Amsterdam bei Wytze Hellinga (1908–1985), ihrem späteren Ehemann. 1958 promovierte sie zu den Otia von Constantijn Huygens. Sie erhielt ein Stipendium der Nederlandse Organisatie voor Zuiver-Wetenschappelijk Onderzoek, um in Großbritannien den Buchdruck des 15. Jahrhunderts zu erforschen. Von 1967 bis 1976 lehrte sie an der Universität Amsterdam. Von 1988 bis 1991 war sie als Deputy Keeper an der British Library tätig, und von 1992 bis 2002 war sie Generalsekretärin des Consortiums of European research libraries. 1990 wurde sie Fellow der British Academy und war von 1991 bis 1994 Mitglied des Councils.
Ihr Forschungsschwerpunkt liegt auf dem niederländischen Frühdruck. Auch erforschte sie das Mainzer Catholicon und beteiligte sich an der Erstellung des Incunabula Short Title Catalogue.
1989 wurde Lotte Hellinga als erste Frau mit dem Gutenberg-Preis der Stadt Mainz ausgezeichnet.

## Publikationen (Auswahl)
- Mit Wytze Hellinga: The fifteenth-century printing types of the Low Countries, 1966.
- Analytical bibliography and the study of early printed books, Gutenberg-Jahrbuch 1989.
- William Caxton and early printing in England. British Library, London, 2010. ISBN 9780712350884.
- Catalogue of books printed in the XVth century now in the British Library, Vol 11 (“England”) 2007.
- Printing in England in the fifteenth century: Duff’s bibliography with supplementary descriptions &c. The Bibliographical Society, London, 2009.
- Texts in transit: From manuscript to proof and print in the fifteenth century. Brill, Leiden, 2014. ISBN 9789004277168.